# Daryl Morey
Daryl Morey (Baraboo, 14 de setembro de 1972) é um treinador de basquetebol norte-americano e gerente-geral do Philadelphia 76ers da National Basketball Association (NBA). Em 2018, recebeu o NBA Executive of the Year.